# Welinton Oppenkoski
Welinton Oppenkoski (Bento Gonçalves, 28 de março de 2000) é um jogador de voleibol profissional brasileiro que atua na posição de oposto.

## Títulos
Sada Cruzeiro
- Mundial de Clubes: 2021, 2024
- Campeonato Sul-Americano: 2020, 2022, 2023, 2024, 2025
- Campeonato Brasileiro: 2021–22, 2022–23
- Copa Brasil: 2020, 2021,[2] 2023, 2024
- Supercopa Brasileira: 2021, 2022, 2024
- Campeonato Mineiro: 2020, 2021, 2022, 2023, 2024

Seleção Brasileira
- Campeonato Sul-Americano Sub-21: 2018[3]

## Premiações individuais
- 2018: Campeonato Sul-Americano Sub-21 – Melhor oposto
- 2023: Superliga Brasileira – Atleta revelação
- 2025: Campeonato Sul-Americano de Clubes – MVP